# Bobby Campo
Pour les articles homonymes, voir Campo.
Robert Camposecco (né le 9 mars 1983 à Wheeling, en Virginie-Occidentale), plus connu sous le nom de Bobby Campo, est un acteur américain, essentiellement connu pour son personnage de Nick O'Bannon dans le film Destination finale 4. En 2015, il a un rôle récurrent dans la série télévisée horrifique Scream, adaptation de la série de films de Wes Craven.

## Biographie
Bobby a grandi à St. Petersburg en Floride. Sa mère, Donna Camposecco, est une maquilleuse qui a travaillé pour de nombreuses personnalités, et son grand-père, Bob Campo, était une personnalité du monde de la radio à Wheeling.
Il a une sœur plus jeune, Julia Marie, mariée à Stephen Christian (en), chanteur du groupe Anberlin.

## Filmographie

### Cinéma
- 2006 : 99 (en) : Yentle
- 2009 : Blondes pour la vie (Legally Blondes) (vidéo) : Chris
- 2009 : Destination finale 4 (The Final Destination) : Nick O'Bannon
- 2011 : Seance: The Summoning : Joey
- 2012 : General Education : Brian Collins
- 2014 : The Jazz Funeral : Billy
- 2014 : Starve : Beck
- 2016 : Saltwater : Kaplan
- 2018 : Unbroken: Path to Redemption : Pete Zamperini

### Télévision
- 2005 : Vampire Bats : Don (téléfilm)
- 2006 : South Beach : Steven (saison 1, épisode 5)
- 2007 : Katrina : Jason (téléfilm)
- 2008 : Greek : Trent (saison 1, épisodes 11 et 12)
- 2009 : New York, unité spéciale : Parker Hubbard (saison 11, épisode 3)
- 2009 : Les Experts : Miami : Ethan Durant (saison 8, épisode 5)
- 2009 : Mental : Matt (saison 1, épisode 8)
- 2011 : Noël au Far West (Love's Christmas Journey) : Erik Johnson (téléfilm)
- 2012 : Audrey : Ben (saison 1, 6 épisodes)
- 2013 : Justified : Yolo (saison 4, épisode 11)
- 2013 : Being Human (série télévisée) :  Max (saison 3, épisodes 3 à 6, 8 et 11)
- 2013 : TMI Hollywood : Divers rôles (saison 3, épisode 10)
- 2013 : Grey's Anatomy : Brian (saison 10, épisodes 1 et 2)
- 2013 : Masters of Sex : Carl (saison 1, épisode 3)
- 2013 : La Fiancée des neiges (Snow Bride) : Jared Tannenhill (téléfilm)
- 2015 : Les Experts : Damon Harlow (saison 15, épisode 14)
- 2015 : Scream : Seth Branson / Seth Palmer (saison 1, épisodes 1 à 3, 5, 6 et 8 à 10)
- 2016 : Romance secrète à Noël (My Christmas love) : Liam (téléfilm)
- 2017 : La petite boutique de Noël (Sharing Christmas) : Mickaël Kilpatrick (téléfilm)
- 2018 : Le diplôme de Noel (Christmas Camp) : Jeff (téléfilm)
- 2018 : Esprits criminels : Wick Rollins (saison 13, épisode 18)

### Courts métrages
- 2009 : Coffee & Cream : le fils
- 2011 : Queen : Jesse
- 2012 : Patti : Interviewer (voix)
- 2012 : A Conversation About Cheating with My Time Travelling Future Self : Stan

## Sources
- (en) Cet article est partiellement ou en totalité issu de l’article de Wikipédia en anglais intitulé « Bobby Campo » (voir la liste des auteurs).